# Desmiphora fasciola
Desmiphora fasciola là một loài bọ cánh cứng trong họ Cerambycidae.